# Mia Hansen-Løve

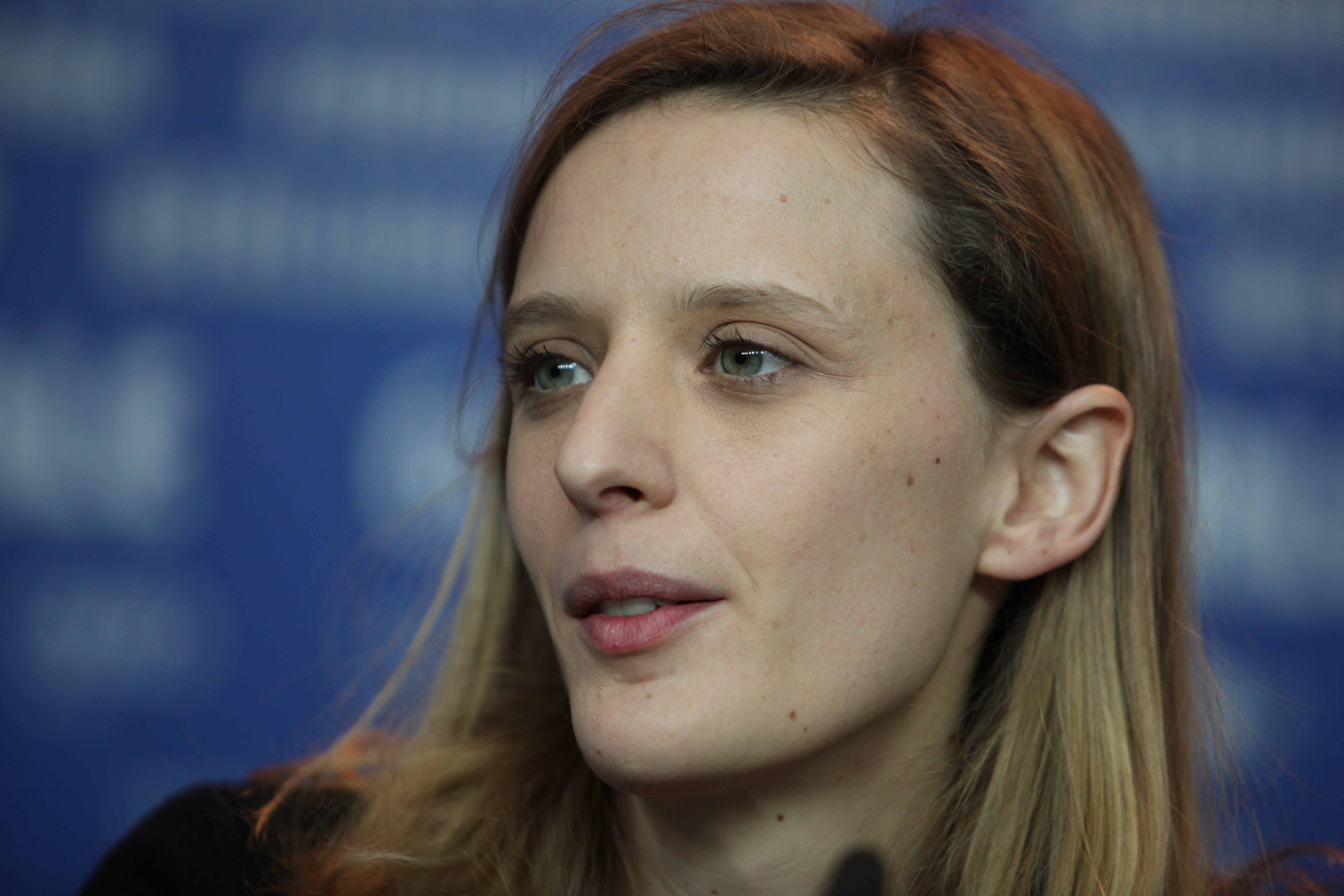
Mia Hansen-Løve bei der Berlinale im Februar 2016.

Mia Hansen-Løve (* 5. Februar 1981 in Paris) ist eine französische Filmregisseurin, Drehbuchautorin und Schauspielerin.

## Leben
Hansen-Løve kam als Tochter einer Philosophielehrerin und eines Übersetzers in Paris zur Welt. Der in Frankreich ungewöhnliche Nachname Hansen-Løve geht auf ihren Großvater väterlicherseits zurück, der Däne war. Bereits im Alter von 17 Jahren – sie besuchte zu dieser Zeit einen Theaterkurs an ihrem Gymnasium – wurde sie von Olivier Assayas im Filmdrama Ende August, Anfang September besetzt, das 1998 erschien. Darin spielte sie die junge Véra, die heimliche Geliebte des todkranken Adrien, dargestellt von François Cluzet. Assayas besetzte sie 2000 erneut, diesmal in einer kleinen Rolle in seinem Spielfilm Les destinées sentimentales nach Jacques Chardonnes gleichnamigem Roman. Hansen-Løve studierte ab 2001 am Conservatoire d’art dramatique in Paris und war nach Abbruch des Studiums 2003 zwei Jahre als Filmkritikerin bei den Cahiers du cinéma tätig.
Ihr Filmdebüt als Regisseurin wurde 2003 der Kurzfilm Après mûre réflexion, der 2004 erschien. Es folgte der Langfilm Tout est pardonné, der auf den Filmfestspielen von Cannes Premiere hatte und zahlreiche Preise und Nominierungen erhielt, darunter eine Nominierung für die Caméra d’Or und den César für das beste Erstlingswerk; Hansen-Løve gewann zudem den Louis-Delluc-Preis für das beste Filmdebüt. Tout est pardonné sollte ursprünglich von Humbert Balsan produziert werden, der sich jedoch 2005 das Leben nahm. Diese Erfahrung verarbeitete Hansen-Løve in ihrem nächsten Langfilm, Der Vater meiner Kinder aus dem Jahr 2009, der sich um die letzten Tage im Leben eines Filmproduzenten namens Grégoire Canvel dreht. Auch Eine Jugendliebe, ihr nächster Film, war autobiografisch geprägt, während ihr Musikfilm Eden, der die House-Szene in Paris ab Anfang der 1990er Jahre thematisiert, auf Erfahrungen ihres Bruders Sven Hansen-Løve beruhte; er verfasste gemeinsam mit ihr das Drehbuch. Ihre ersten vier Filme lassen sich dem Coming-of-Age-Genre zuordnen und zeigen Protagonisten auf der Suche nach ihrer Identität zwischen verschiedenen Welten. Ein charakteristisches Merkmal ihrer Filme sind Einstellungen von sich im Wind wiegenden Bäumen, die zwischen existenzialistischen Dialogen und der Darstellung fragiler menschlicher Körper platziert sind; diese Bilder symbolisieren die beiläufige Flüchtigkeit des Daseins und setzen den Ton für ihre Werke. „Das Erlebte ist […] der Ausgangspunkt, um in der Freiheit der Fiktion anzukommen“, konstatierte Hansen-Løve hinsichtlich biografischer Tendenzen in ihren Filmen. Dieses Einflechten persönlicher Erlebnisse ist typisch für ihr Schaffen und hilft ihr, Verständnis für unbegreifliche Abläufe und Zustände zu finden.
Im Jahr 2016 erhielt Hansen-Løve für ihren Spielfilm Alles was kommt (L’avenir) mit Isabelle Huppert in der Hauptrolle eine Einladung in den Wettbewerb der Berlinale und wurde mit dem silbernen Bären für die beste Regie ausgezeichnet. Der Film handelt von einer Pariser Philosophielehrerin, die von ihrem Ehemann verlassen wird und gezwungen ist, sich neu zu erfinden. Huppert spielt darin eine Frau, die ihre Mutter in ein Pflegeheim bringen muss; binnen weniger Sekunden werden verschiedene Gefühle sichtbar: Schmerz, Rechtfertigung, Scham, Wut und Trauer.
Im Jahr 2021 wurde Hansen-Løv für ihr Beziehungsdrama Bergman Island erstmals in den Wettbewerb um die Goldene Palme des Filmfestivals von Cannes eingeladen. Zwei Jahre später wurde sie in die Wettbewerbsjury der 80. Filmfestspiele von Venedig berufen (2023).
Obwohl ihre Filme in den für das französische Autorenkino typischen Welten angesiedelt sind verleiht sie diesen bekannten Mustern einen feministischen oder zumindest dezidiert weiblichen Anstrich: Dies zeigt sich in der Bedeutung von Mutterschaft in ihrem Kino und darin, dass die männlichen Figuren oft schwer fassbar und ausweichend sind.
Für die Darstellung komplexer emotionaler Zustände arbeitet Hansen-Løve mit einigen der renommiertesten Schauspielerinnen des europäischen Kinos zusammen, darunter Isabelle Huppert, Vicky Krieps und Léa Seydoux.
Hansen-Løve lebte in einer Lebenspartnerschaft mit dem 26 Jahre älteren Regisseur Olivier Assayas. Der Beziehung entstammt eine Tochter (* 2009).

## Filmografie
- 1998: Ende August, Anfang September (Fin août, début septembre) – Darstellerin
- 2000: Les destinées sentimentales – Darstellerin
- 2004: Après mûre réflexion (Kurzfilm) – Regie, Drehbuch
- 2005: Offre spéciale (Kurzfilm) – Regie, Drehbuch
- 2007: Tout est pardonné – Regie, Drehbuch
- 2009: Der Vater meiner Kinder (Le père de mes enfants) – Regie, Drehbuch
- 2011: Eine Jugendliebe (Un amour de jeunesse) – Regie, Drehbuch
- 2014: Eden – Regie, Drehbuch
- 2016: Alles was kommt (L’avenir) – Regie, Drehbuch
- 2018: Maya – Regie, Drehbuch
- 2021: Bergman Island – Regie, Drehbuch
- 2022: An einem schönen Morgen (Un beau matin) – Regie, Drehbuch

## Auszeichnungen
- 2004: Besondere Erwähnung, Festival international du cinéma au féminin de Bordeaux, für Après mûre réflexion
- 2007: Nominierung Caméra d’Or, Cannes 2007, für Tout est pardonné
- 2007: Nominierung Gold Hugo, Chicago International Film Festival, für Tout est pardonné
- 2007: Louis-Delluc-Preis, Bestes Erstlingswerk, für Tout est pardonné
- 2008: Nominierung César, Bestes Erstlingswerk, für Tout est pardonné
- 2009: Nominierung Prix Un Certain Regard, Cannes 2009, für Der Vater meiner Kinder
- 2009: Spezialpreis der Jury der Sektion Un Certain Regard, Cannes 2009, für Der Vater meiner Kinder
- 2009: Nominierung Goldenes Auge für den besten internationalen Spielfilm, Zurich Film Festival, für Der Vater meiner Kinder
- 2010: Prix Lumières, Bestes Drehbuch, für Der Vater meiner Kinder
- 2011: Nominierung Goldener Leopard, Internationales Filmfestival von Locarno, für Eine Jugendliebe
- 2011: Nominierung FCCA Award (Bester fremdsprachiger Film), Film Critics Circle of Australia, für Der Vater meiner Kinder
- 2014: Nominierung Goldene Muschel für den besten Film, Festival Internacional de Cine de San Sebastián, für Eden
- 2016: Silberner Bär für die Beste Regie, Berlinale 2016, für Alles was kommt
- 2022: The Hollywood Reporter Award beim Film Festival Cologne für ihren Film An einem schönen Morgen